# Samsung Galaxy Tab 10.1
Samsung Galaxy Tab 10.1 és una sèrie de tablet PCs basats en el sistema operatiu Android produïts per Samsung, presentats el 13 de febrer de 2011 a l'esdeveniment Samsung Unpacked a Barcelona.
Pertany a la segona generació de la sèrie Samsung Galaxy Tab i consta de dos models de 10,1 polzades i un de 8,9 polzades. Similar en disseny al Samsung Galaxy S II, competeix directament al mercat contra l'iPad 2 d'Apple.

## Especificacions

### Galaxy Tab 10.1"
| Parts            | Especificacions                               | Especificacions |
| ---------------- | --------------------------------------------- | --------------- |
| UCP              | NVIDIA Tegra 2 a 1 GHz                        |                 |
| Emmagatzematge   | 16/32 GiB (flaix)                             |                 |
| Sistema operatiu | Android 3.1 Honeycomb                         |                 |
| Pantalla         | TFT 1280×800px (WXGA)                         |                 |
| Bateria          | 7000 mAh                                      |                 |
| Càmeras          | posterior: 3 MP amb flaix LED; anterior: 2 MP |                 |

### Galaxy Tab 10.1v"
| Parts            | Especificacions                               | Especificacions |
| ---------------- | --------------------------------------------- | --------------- |
| UCP              | NVIDIA Tegra 2 a 1 GHz                        |                 |
| Emmagatzematge   | 16/32 GiB (flaix)                             |                 |
| Sistema operatiu | Android 3.0 Honeycomb                         |                 |
| Pantalla         | TFT 1280×800px (WXGA)                         |                 |
| Bateria          | 6860 mAh                                      |                 |
| Càmeras          | posterior: 8 MP amb flaix LED; anterior: 2 MP |                 |

### Galaxy Tab 8.9"
| Parts            | Especificacions                               | Especificacions |
| ---------------- | --------------------------------------------- | --------------- |
| UCP              | NVIDIA Tegra 2 a 1 GHz                        |                 |
| Emmagatzematge   | 16/32 GiB (flaix)                             |                 |
| Sistema operatiu | Android 3.1 Honeycomb                         |                 |
| Pantalla         | PLS 1280×800px (WXGA)                         |                 |
| Bateria          | 6000 mAh                                      |                 |
| Càmeras          | posterior: 3 MP amb flaix LED; anterior: 2 MP |                 |

## Demanda de patents d'Apple
Samsung Galaxy Tab es va convertir en objecte d'una demanda de patents d'Apple per «imitació servil» de la seva propietat intel·lectual. Les suposades infraccions del Galaxy Tab s'han traduït en la concessió de mesures cautelars que van impedir vendes de l'ordinador a Austràlia i que van forçar la cancel·lació del seu llançament allà. Apple té demandes concurrents de violació de patents en contra altres fabricants, principalment Motorola Mobility (MMI) i HTC.
El 10 d'agost de 2011, un tribunal alemany ha prohibit les vendes del Galaxy Tab 10.1 a la Unió Europea (excepte als Països Baixos, on una altra acció s'està executant), impulsada per demandes legals d'Apple de violació de patents. Apple va declarar que també perseguiria una fallada judicial dels tribunals holandesos. Samsung és acusada de violar 10 patents separades d'Apple en la transmissió de dades i tecnologia de comunicació sense fils. El jutge alemany va concedir l'empara provisional, en espera d'una audiència completa, perquè sentia que el tablet ha infringit un «disseny comunitari» europeu registrat, en relació al l'iPad 2. Fonts de premsa han informat que els funcionaris de duanes a la Unió Europea s'han confiscat enviaments d'entrada del producte després de la sentència, efectivament bloquejant el mercat clau europeu i l'anunci del producte hagi estat retirat pel detallista en línia Amazon.co.uk. Samsung va dir que no va rebre una notificació de la sol·licitació d'Apple per aturar les vendes del seu tablet. S'han pres represàlies contra la decisió d'Apple amb reconvencions a casa a Corea del Sud i a l'estranger al Japó, EUA i Alemanya.
El 16 d'agost el requeriment havia estat parcialment suspès basat en el fet que el tribunal no tindria l'autoritat de prohibir la venda a tota la UE. L'ordre judicial no s'estendria més enllà d'Alemanya.
El 17 de novembre de 2011, Samsung va llançar una nova versió de la tauleta, anomenada Galaxy Tab 10.1N. El nou dispositiu té ara l'estructura metàl·lica que s'estén sobre els costats i els altaveus reposicionats.
A Samsung Electronics es va permetre la venda de la seva última tauleta tàctil Galaxy incloent-hi Samsung Galaxy Tab 10.1 a Austràlia des del 3 de desembre de 2011, després d'haver guanyat una rara victòria en contra d'Apple i es va revocar una prohibició de les vendes al país. Hi ha al voltant de 20 disputes legals entre Samsung i Apple a 9 països, incloent-hi els EUA, el Japó i el Regne Unit.
Després de la Unió Europea alçar la prohibició, a excepció d'Alemanya, finalment Alemanya va emetre una resolució preliminar el 23 de desembre de 2011 que la tauleta de Samsung ja no infringia la patent europea de disseny d'Apple, amb un veredicte final dictat el 9 de febrer de 2012 sobre el Samsung Galaxy Tab 10.1N. Samsung Galaxy Tab 10.1N va ser declarat una nova versió amb una sèrie de canvis en el disseny, quan Apple ha aconseguit un bloqueig de les vendes del Galaxy Tab original al país el setembre de 2011. Samsung ha canviat suficientmen el disseny de la tauleta, deixant clar als consumidors que era diferent de l'iPad d'Apple, va dir el jutge alemany.